# Seznam dílů seriálu Shaggy a Scooby-Doo na stopě
Toto je seznam dílů seriálu Shaggy a Scooby-Doo na stopě.

## Přehled řad
| Řada | Díly | Premiéra v USA | Premiéra v USA  | Premiéra v ČR | Premiéra v ČR |
| Řada | Díly | První díl      | Poslední díl    | První díl     | Poslední díl  |
| ---- | ---- | -------------- | --------------- | ------------- | ------------- |
| 1    | 13   | 23. září 2006  | 5. května 2007  | vysíláno      | vysíláno      |
| 2    | 13   | 22. září 2007  | 15. března 2008 | vysíláno      | vysíláno      |

## Seznam dílů

### První řada (2006–2007)
| Č. v seriálu | Č. v řadě | Původní název                          | Český název           | Premiéra v USA     |
| ------------ | --------- | -------------------------------------- | --------------------- | ------------------ |
| 1            | 1         | Shags To Riches                        | Shaggyho dědictví     | 23. září 2006      |
| 2            | 2         | More Fondue for Scooby-Doo             | Ledovec v ohrožení    | 30. září 2006      |
| 3            | 3         | High Society Scooby                    | Scooby mezi smetánkou | 7. října 2006      |
| 4            | 4         | Party Arty                             | Večírek na uvítanou   | 4. listopadu 2006  |
| 5            | 5         | Smart House                            | Virus                 | 11. listopadu 2006 |
| 6            | 6         | Lightning Strikes Twice                | Záchrana lidstva      | 18. listopadu 2006 |
| 7            | 7         | Don't Feed The Animals                 | Nekrmte zvířata       | 3. února 2007      |
| 8            | 8         | Mystery Of The Missing Mystery Solvers | Záhada za záhadou     | 10. února 2007     |
| 9            | 9         | Chefs Of Steel                         | Souboj kuchařů        | 17. února 2007     |
| 10           | 10        | Almost Ghosts                          | Neviditelný útok      | 24. února 2007     |
| 11           | 11        | Pole To Pole                           | Závod na pólu         | 3. března 2007     |
| 12           | 12        | Big Trouble                            | Velké potíže          | 28. dubna 2007     |
| 13           | 13        | Operation Dog And Hippy Boy            | Operace Pes a hipík   | 5. května 2007     |

### Druhá řada (2007–2008)
| Č. v seriálu | Č. v řadě | Původní název                  | Český název                     | Premiéra v USA     |
| ------------ | --------- | ------------------------------ | ------------------------------- | ------------------ |
| 14           | 1         | Shaggy And Scooby World        | Shaggy a Scooby Kámoši          | 22. září 2007      |
| 15           | 2         | Almost Purr-fect               | Fibesova pomsta                 | 29. září 2007      |
| 16           | 3         | Inside Job                     | Pro krásu se trpí               | 6. října 2007      |
| 17           | 4         | Zoinksman                      | Nukleární zima                  | 13. října 2007     |
| 18           | 5         | The Many Faces Of Evil         | Mnoho tváří zla                 | 3. listopadu 2007  |
| 19           | 6         | Cruisin' For A Bruisin'        | Dobrodružství na moři           | 10. listopadu 2007 |
| 20           | 7         | There Is A Doctor In The House | Zloduchova vláda                | 1. prosince 2007   |
| 21           | 8         | Super Scary Movie Night        | Noc superděsivého filmu         | 26. ledna 2008     |
| 22           | 9         | Runaway Robi                   | Prchej Robi                     | 2. února 2008      |
| 23           | 10        | Don't Get A Big Head           | Velkou hlavu nebrat             | 16. února 2008     |
| 24           | 11        | Scooby-Dudes                   | Phibesovy genetické experimenty | 23. února 2008     |
| 25           | 12        | Zoinks The Wonderdog           | Návrat ztraceného psa           | 8. března 2008     |
| 26           | 13        | Uncle Albert Alert             | Varování strýce Alberta         | 15. března 2008    |